# شارع ستانيسلافسكي
شارع ستانيسلافسكي (بالروسية: Улица Станиславского) هو أحد الشوارع الرئيسية في مدينة روستوف على الدون بروسيا. يقع في وسط المدينة ويعد واحدا من أقدم شوارعها.

## تاريخ
في بداية القرن التاسع عشر، كان واحدا من أكثر الشوارع الطولية ازدحامًا التي كانت تقع فيها أول محطة بريد بالمدينة.
في عام 2017، بدأت إعادة بناء واسعة النطاق لشارع ستانيسلافسكي، وانتهت في عام 2018.

## صور

شارع ستانيسلافسكي
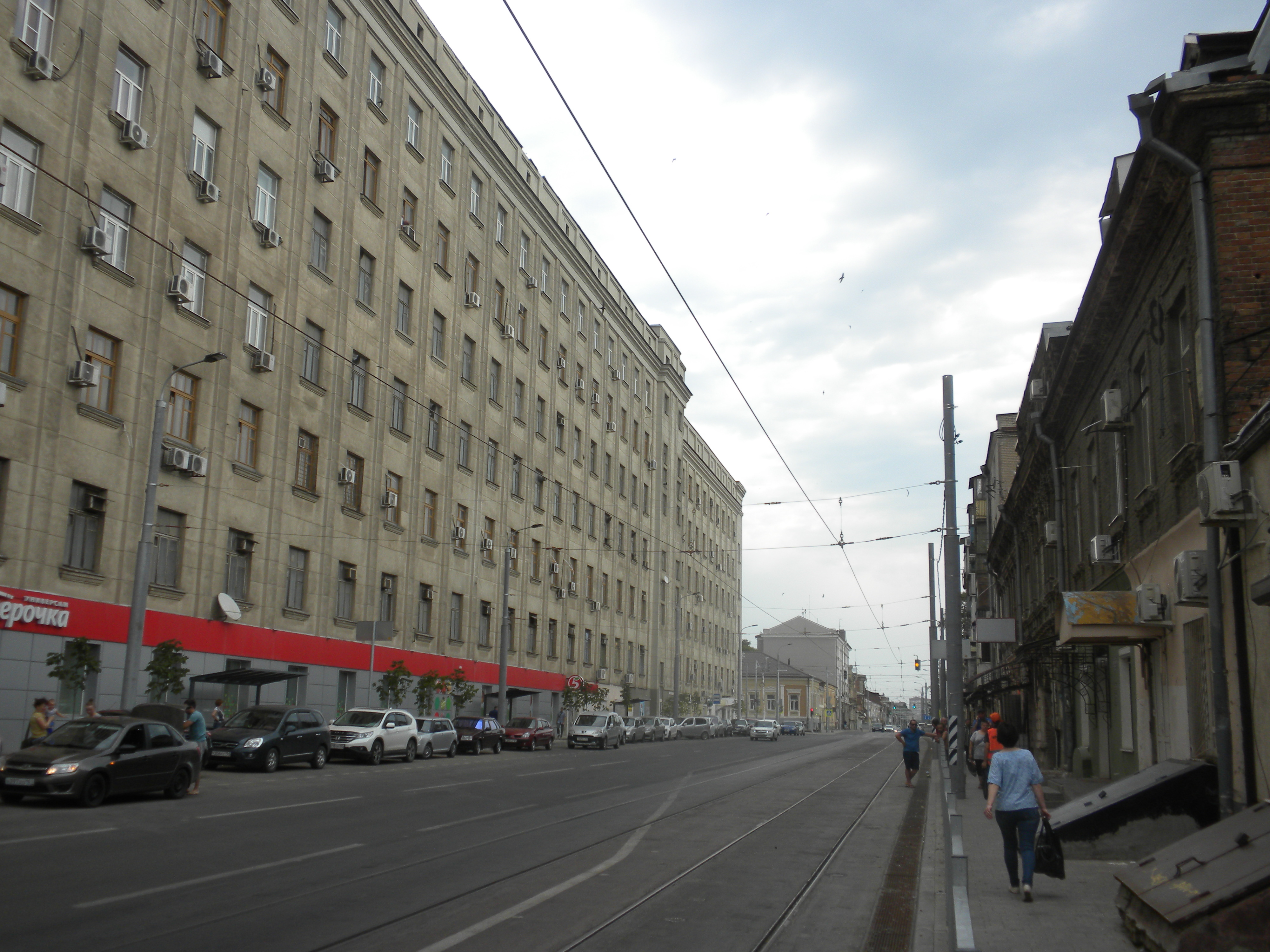
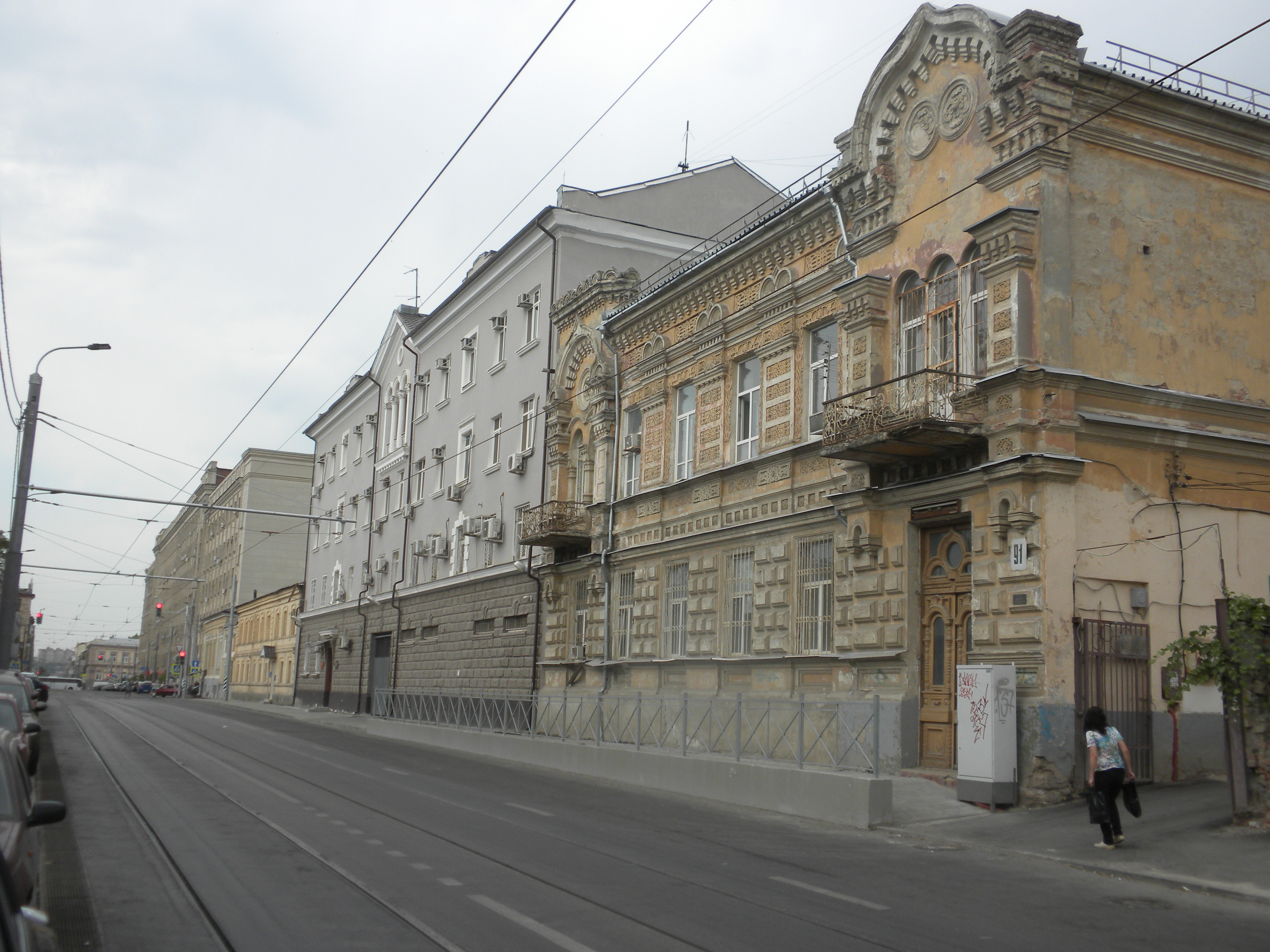
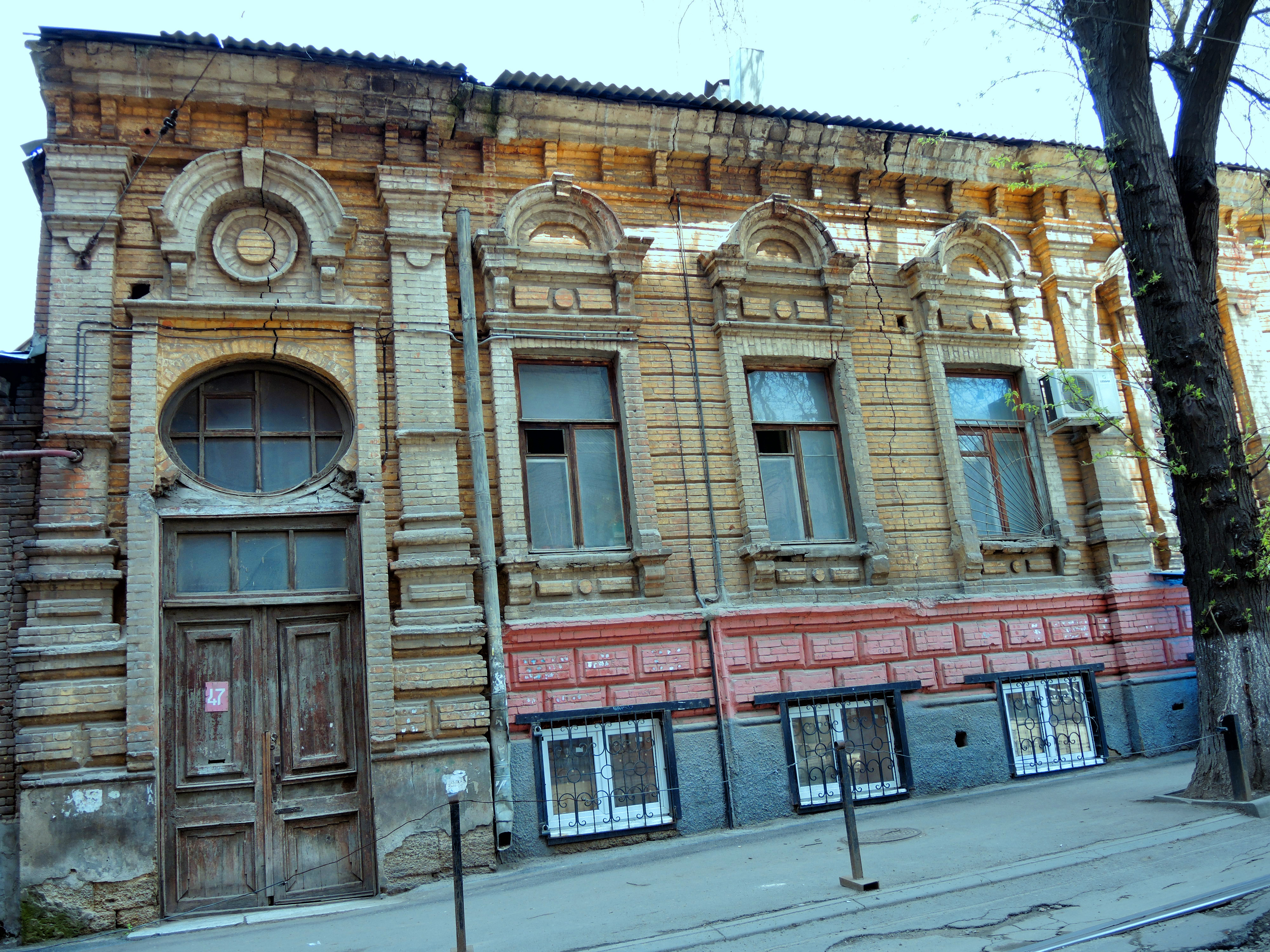
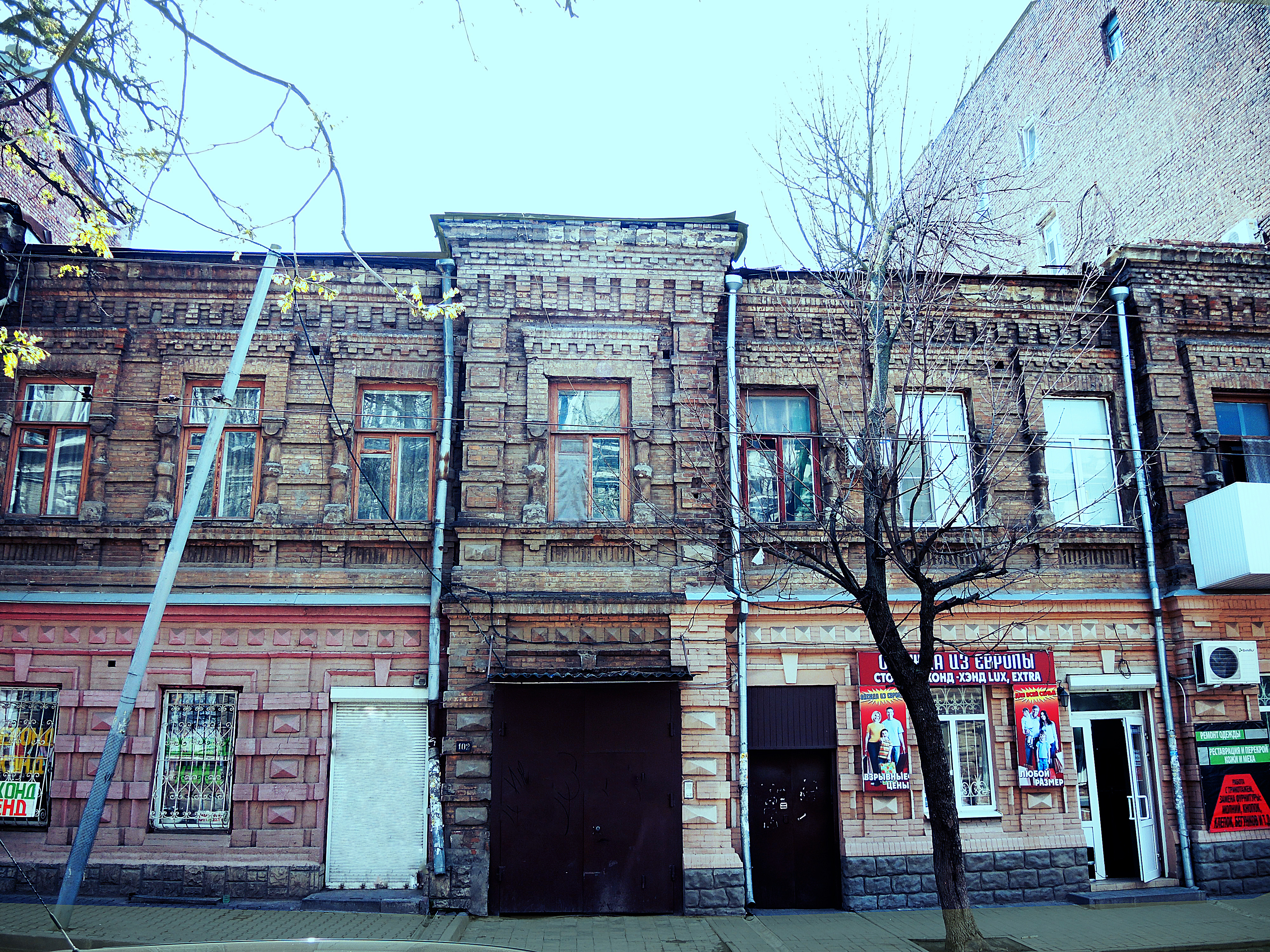
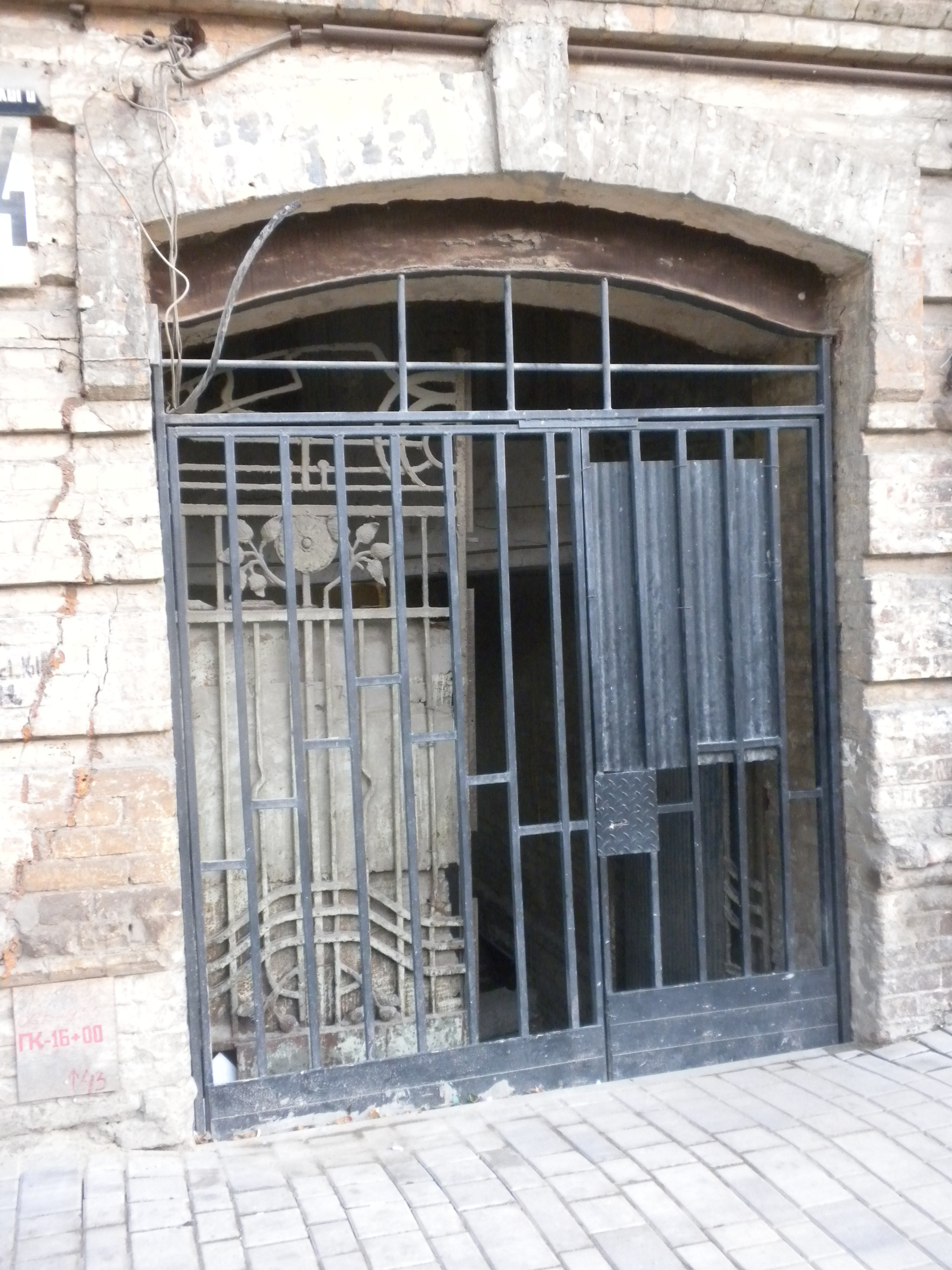
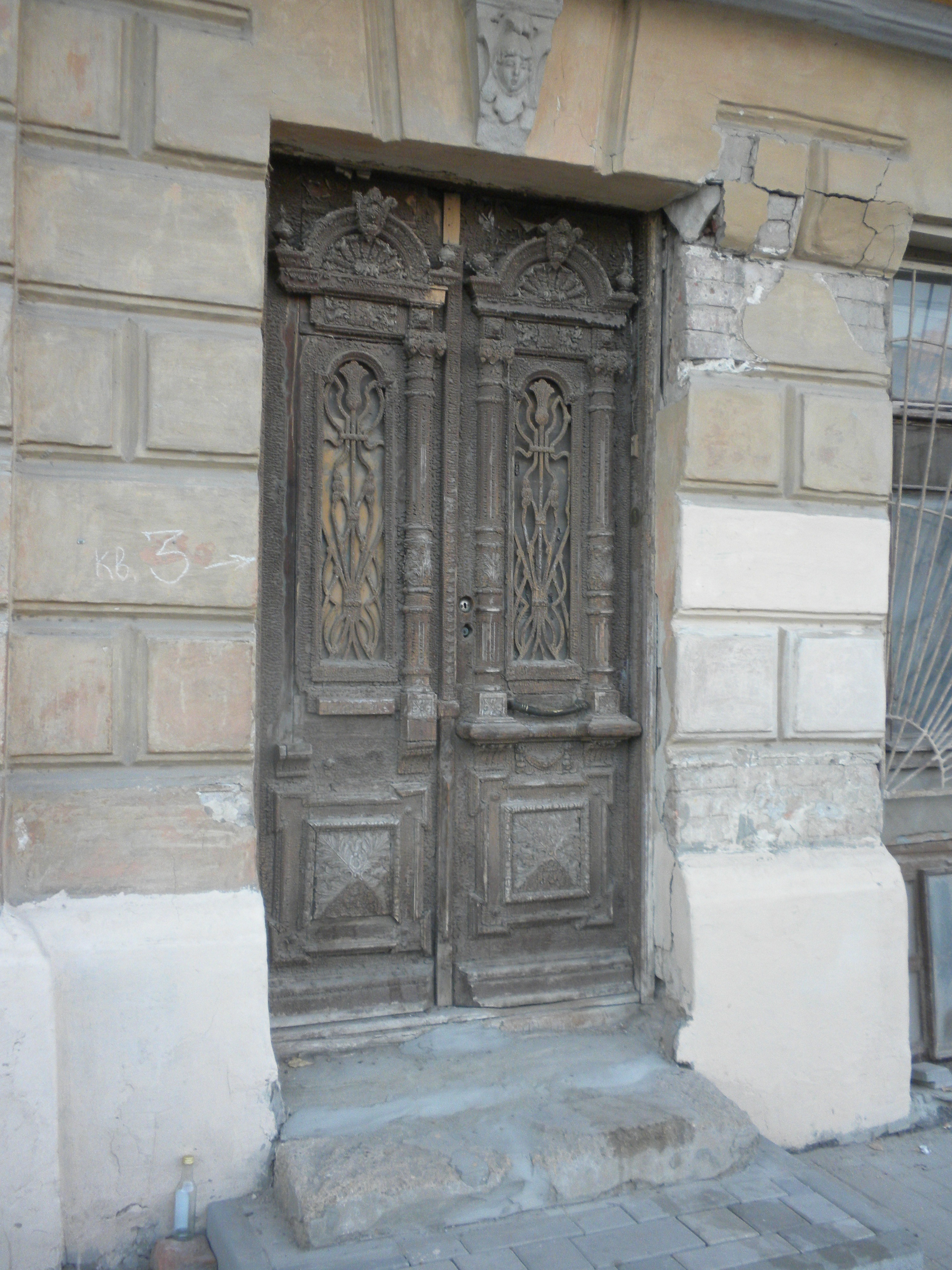
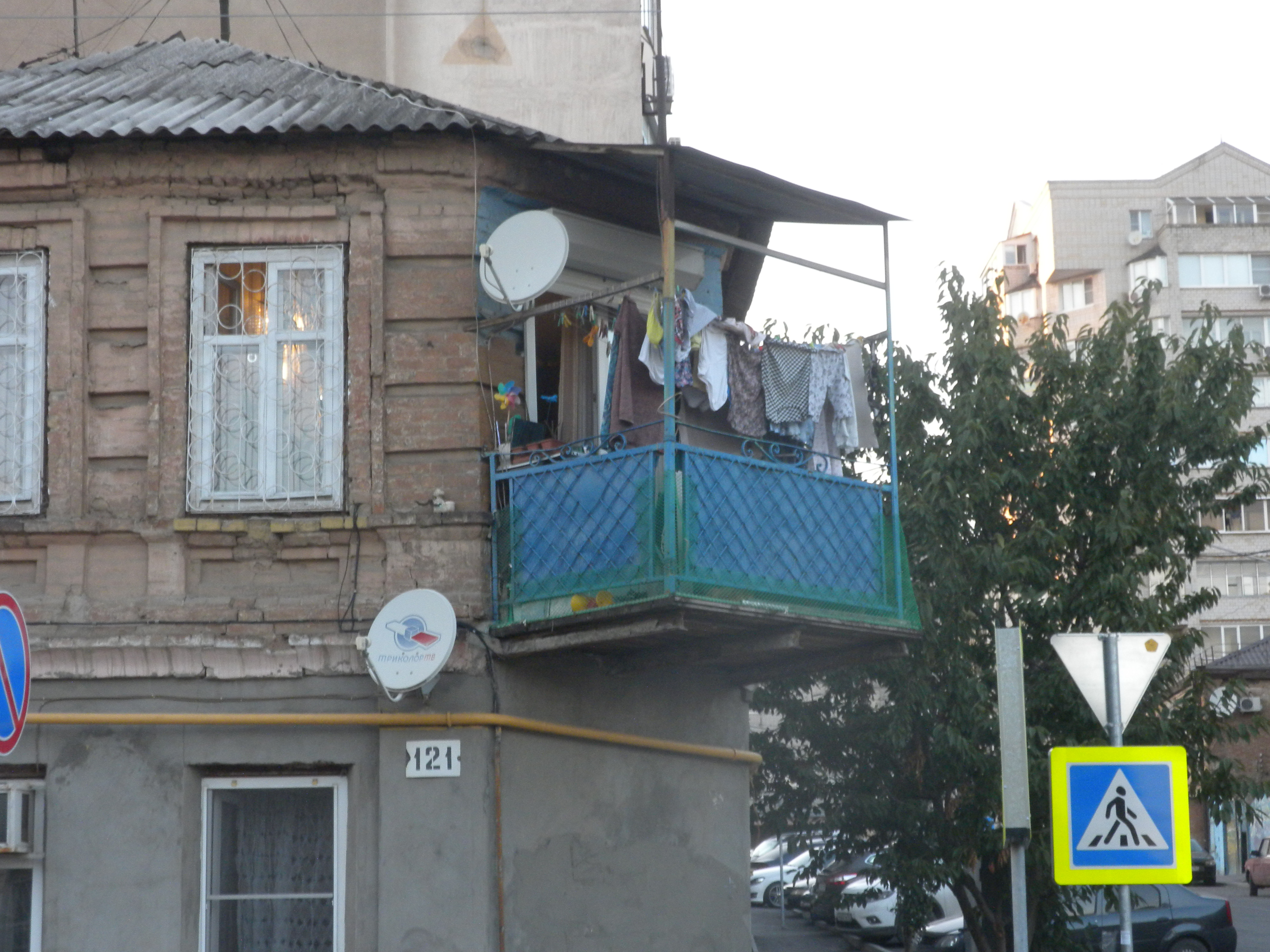
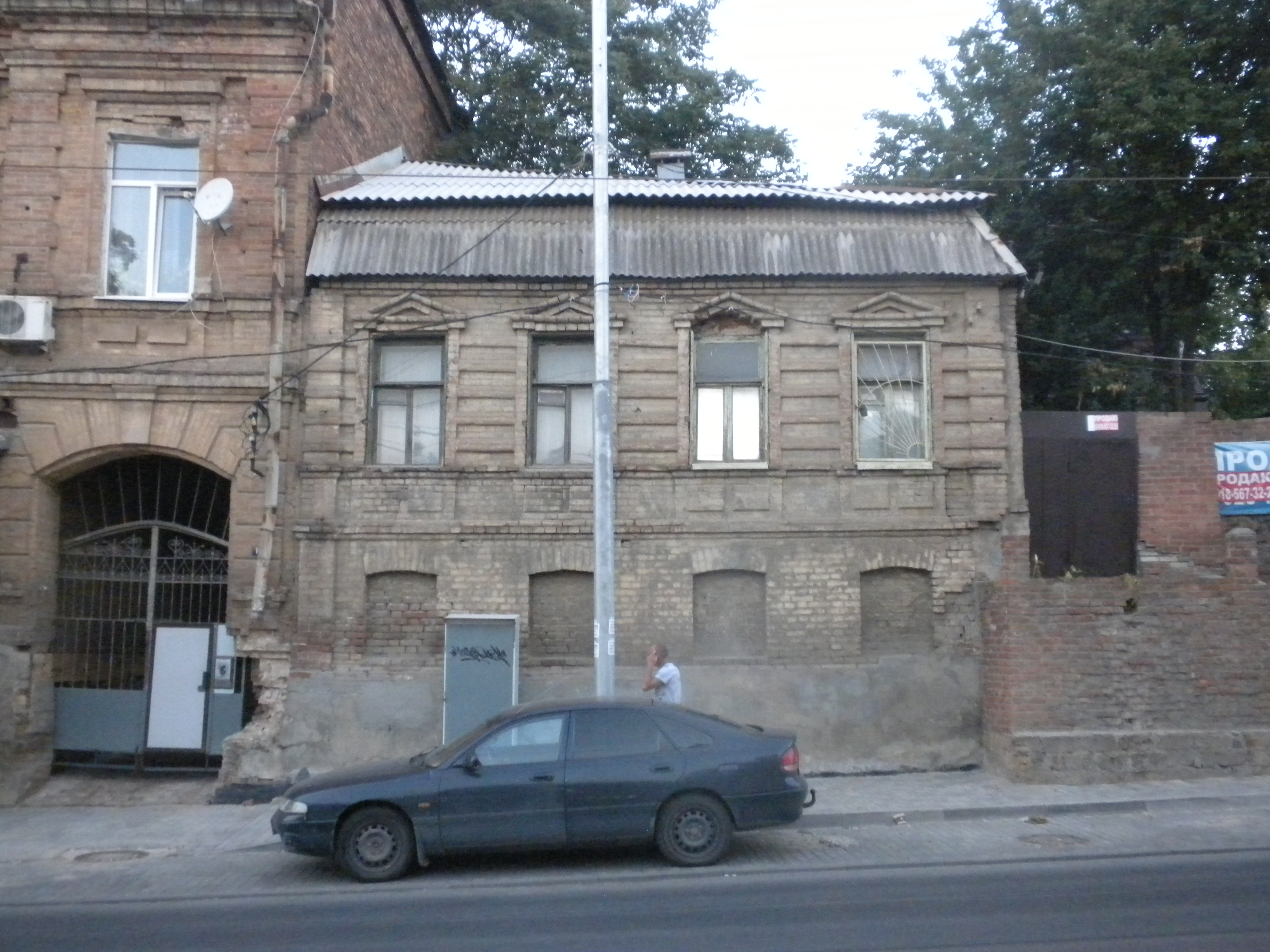